# Erottaja

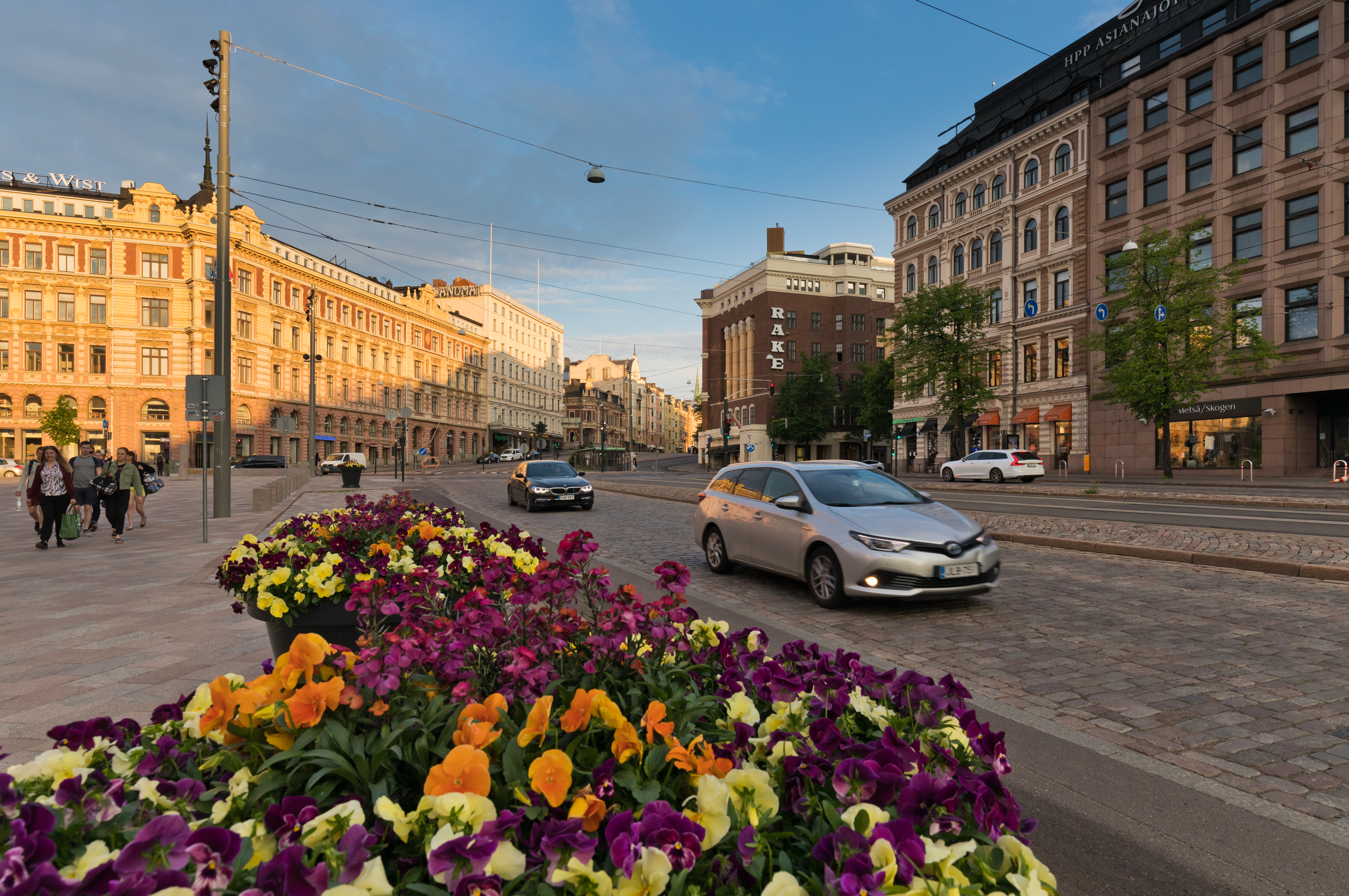
Erottaja, Helsinki

Erottaja (szw. Skillnaden) – plac miejski, położony niedaleko samego centrum fińskiej stolicy, Helsinek.
Plac jest oficjalnym "punktem zero" Helsinek – oznacza to, że wszystkie odległości pomiędzy stolicą a innymi miastami Finlandii są mierzone właśnie stąd. Znajduje się on na skrzyżowaniu dwóch głównych ulic Helsinek – Esplanadi i Mannerheimintie. Plac Erottaja graniczy z zachodnim końcem Esplanadi, której wschodnia granica znajduje się przy Placu Targowym. Z Erottaja zaczyna się droga na Mannerheimintie, najsłynniejszą ulicę Helsinek, a także jedną z najdłuższych ulic tego miasta (druga pod względem długości ulica zaraz po Hämeentie). Erottaja znajduje się pomiędzy dwiema dużymi dzielnicami Helsinek, Töölö oraz Ruskeasuo, przez co jej okolice należą do najbardziej zatłoczonych i zakorkowanych miejsc w mieście.
Erottaja to także niewielki dworzec autobusowy. Kilka linii kończy i rozpoczyna trasę na placu, jednakże większość miejskich autobusów korzysta z większych dworców położonych w centrum handlowym Kamppi oraz na placu Rautatientori.
Plac Erottaja znajduje się także na planszy fińskiej edycji gry Monopoly. W grze plac jest najdroższym punktem na planszy, nawet droższym od ulicy Mannerheimintie. Dzięki temu plac stał się sławnym i rozpoznawalnym punktem miasta także poza granicami Helsinek.